# Harold Dejan

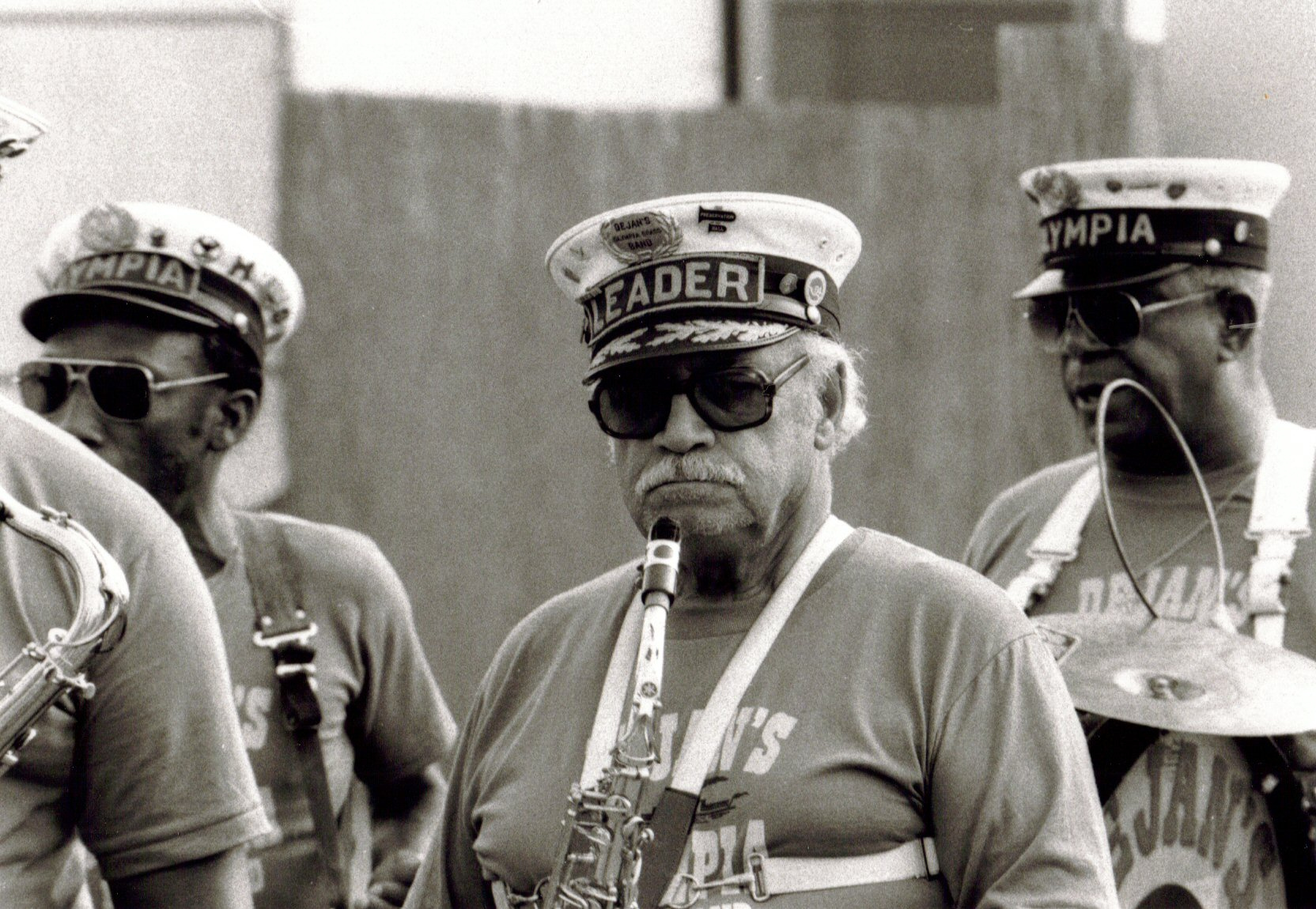
Harold Dejan (Mitte) als Leiter der Olympia Brass Band 1986 in Hollabrunn

Harold Andrew „Duke“ Dejan (* 4. Februar 1909 in New Orleans; † 5. Juli 2002) war ein US-amerikanischer Jazz-Saxophonist und Bandleader.

## Leben
Harold Dejan, der als junger Musiker sein Geld in Bordellen seiner Geburtsstadt und auf Mississippi-Dampfern verdiente, gehörte im Zweiten Weltkrieg Militärkapellen an. Dann spielte er in der Eureka Brass Band; er leitete die Olympia Brass Band (die in ihrer ursprünglichen Form bereits in den 1880er Jahren gebildet worden war) seit 1958. Diese Marching Band trat auch in der Preservation Hall von New Orleans auf; mit der Band, der u. a. auch Kid Sheik Cola angehörte, war er häufig auf Europatournee und trat er auch im James-Bond-Films Live and Let Die auf. Außerdem gründeten Milton Batiste, der zunehmend die Bandgeschäfte übernahm, und er die Young Olympians Brass Band, eine Brass Band mit jungen Musikern (deren Mitglieder später die Soul Rebels bildeten). Nach einem Herzinfarkt 1991 konnte er nicht mehr spielen, trat aber weiter als Sänger und Dirigent auf.